# Hemmann Haberer
Hemmann Haberer, auch Henmann Haberer, Hermann Haberer oder Herman Haberer (* 1505 in Brugg; † 1577 in Zofingen), war ein Landschreiber und Bühnenautor im Kanton Bern.

## Leben

### Familie
Hemmann Haberer war der Sohn von Heini Haberer, Küster der Nikolauskirche in Brugg. Er verlebte seine Kindheit und Jugend in der Kirchgasse in dem Haus, in dem dreihundert Jahre später der Dichter Abraham Emanuel Fröhlich wohnte.
1537 erwarb er in Lenzburg das Haus des verstorbenen Schultheissen Ulrich von Lo und wurde Vater von sechs Töchtern und drei Söhnen; 1546 erhielt er das Lenzburger Bürgerrecht.

### Werdegang
Hemmann Haberer besuchte die 1515 fertiggestellte Lateinschule Brugg, die bis 1517 vom Stadtschreiber Ulrich Grülich und danach bis 1520 von Heinrich Huber aus Diessenhofen sowie ab 1520 von dem späteren Chronisten Sigmund Fry aus Mellingen, geleitet wurde. Über die Länge seines Schulbesuches liegen keine Erkenntnisse vor.
Im Wintersemester 1522/1523 begann er als Hermannus Haberer de Bruck ein Studium an der Universität Basel und wurde im Herbst 1526 in Huttwil ansässig; er trat dort als Anhänger der reformatorischen Ideen in Erscheinung. Mit dem dortigen Pfarrer und Dekan stritt er wegen dessen Predigten an Allerheiligen sowie Allerseelen und bestritt die Existenz des Fegefeuers und die Fürbitte der Heiligen. Der Rat von Bern entschied 1527, dass der Pfarrer, der die umstrittenen Punkte nicht aus der Heiligen Schrift bewiesen habe, die Kosten des Streits zu zahlen habe. Auch mit dem Pfarrer von Sumiswald stritt er sich, bis der Rat von Bern beide am 8. Juli 1527 zur Ruhe aufforderte und ihnen die Kosten des Verfahrens auferlegte.
1532 nahm er als Zeuge an einem Glaubensgespräch mit Täufern in Zofingen teil.
Er wurde Schreiber der Grafschaft Lenzburg und Schaffner der Herren von Hallwyl. Am 21. Dezember 1532 erhielt er die Bewilligung seines Landesherrn, in den hohen und niederen Gerichten der Herren von Hallwyl das Notariatsamt auszuüben; er beurkundete aber schon vorher, am 22. Juni 1532, als Schreiber der Grafschaft Lenzburg. Am 15. März 1535 wurde er durch den Schultheiss und dem Rat in Bern zum Landschreiber in Lenzburg ernannt und war damit der erste selbständige Inhaber dieser Stelle, welche bis dahin immer durch den Lenzburger Stadtschreiber versehen worden war. Als Landschreiber hatte er die Kanzlei des Landvogts zu führen, Urkunden auszustellen, Rödel und Urbare anzulegen, die Amtsrechnung zu führen und Missiven auszufertigen. Er stand aber auch darüber hinaus dem Landvogt als Helfer und Berater zur Verfügung und half auch bei Schiedssprüchen mit, so unter anderem 1553 in einem Streit zwischen Aarau und Suhr betreffend dem Stadtbachsowie die Feld- und Weidefahrt und weitere strittige Punkte. In der Zeit von 1546 bis 1558 wurde er in den Rat von Lenzburg gewählt.
Am 9. Juli 1558 wurde er durch den Lenzburger Landvogt aus seinem Amt als Landschreiber entlassen; Gründe hierüber sind unsicher, doch könnte eine Schlägerei aus einem Streit heraus der Anlass gewesen sein. Nachdem er sich im Januar 1559 vor dem Rat in Bern eingefunden hatte, wurde er am 29. März 1559 zum Stiftsschreiber in Zofingen ernannt; behielt hierbei jedoch sein Wohnhaus in Lenzburg, dass er erst 1568 an den Lenzburger Prädikanten Ulrich Grimm verkaufte. Seine Tätigkeit als Stiftsschreiber entsprach der des Landschreibers und war dem Namen nach angepasst worden, so hiess auch der bernische Landvogt dort Stiftsschaffner.

### Gesellschaftliches und schriftstellerisches Wirken
Hemann Haberer stand in freundschaftlicher Beziehung zu den Reformatoren Berchtold Haller, Rudolf Gwalther und Heinrich Bullinger, mit dem er auch in brieflichem Kontakt stand. So teilte er diesem unter anderem mit, dass er sich um die Beilegung der kurz zuvor auf der Tagsatzung in Baden zwischen Zürich und Bern entstandene Zwietracht bemühte.
Er betätigte sich als Bühnenautor und schrieb das inzwischen verschollene Stück Historie Jephta, das 1551 während des dreitägigen Jugendfestes in Aarau aufgeführt wurde. Sein Stück ist die älteste bekannte dramatische Bearbeitung dieses Stoffes, in der nach dem Buch der Richter, der Richter Jephta sich zur Opferung seiner Tochter verpflichtete und dieser Verpflichtung auch nachkam; wie es im 16. Jahrhundert üblich war, diente das reformierte Drama der Verbreitung des Bibelbekenntnisses.
Er verfasste auch das Bürgerdrama Ein gar schön spyl von Abraham, ein Schauspiel in fünf Akten und mit Chören, die zwischen den einzelnen Akten sangen, dem die reformatorische Idee vom allein selig machenden Glauben zugrunde lag und das 1562 in Lenzburg gespielt und bei Christoph Froschauer in Zürich im gleichen Jahr publiziert wurde.

## Schriften (Auswahl)
- Ein gar schön Spyl von dem glöubigen vatter Abraham, wie Gottmit jm, und er uß sim befelch gehandlet. Von einer Burgerschafft zuo Läntzburg im Ergöuw uff den 29. Mayens gespilt, und nüwlich uß-gangen. Zürich: Froschauer, 1562[9].